# إسرائيل بويرتو
إسرائيل بويرتو (بالإسبانية: Israel Puerto)‏ (15 يونيو 1993 في إسبانيا - ) هو لاعب كرة قدم إسباني في مركز الدفاع. شارك مع منتخب إسبانيا تحت 17 سنة لكرة القدم ومنتخب إسبانيا تحت 18 سنة لكرة القدم ومنتخب إسبانيا تحت 19 سنة لكرة القدم ومنتخب إسبانيا تحت 20 سنة لكرة القدم ومنتخب إسبانيا تحت 21 سنة لكرة القدم. أما مع النوادي، فقد لعب مع إشبيلية أتلتيكو ونادي إشبيلية ونادي فياريال ونادي لوغو ونادي فياريال ب ونادي الجبلين.

## وصلات خارجية
- إسرائيل بويرتو على موقع الاتحاد الدولي (مؤرشف)  (الإنجليزية)
- إسرائيل بويرتو على موقع قاعدة بيانات كرة القدم.إي يو (الإنجليزية)
- إسرائيل بويرتو على موقع Soccerbase.com (لاعب) (الإنجليزية)
- إسرائيل بويرتو على موقع Soccerway.com (الإنجليزية)
- إسرائيل بويرتو على موقع عالم كرة القدم.نت (الإنجليزية)
- إسرائيل بويرتو على موقع AS.com (الإسبانية)